# Bantustan
Bantustan (uradno homeland, 'domovina', rezervat, črnski rezervat, črnska država) je bilo ozemlje, namenjeno črnskim prebivalcem Južne Afrike in Jugozahodne Afrike (zdaj Namibija) kot del politike apartheida. V Južni Afriki je bilo ustanovljenih deset bantustanov in deset v sosednji Jugozahodni Afriki (takrat pod južnoafriško upravo) za pripadnike posameznih etničnih skupin. Vsa ozemlja so bila etnično homogena in so bila podlaga za ustvarjanje samostojne države.
Izraz je bil prvič uporabljen v poznih 1940-ih in izhaja iz besede bantu (v nekaterih bantujskih jezikih pomeni ljudje) in besede stan (v perzijskem jeziku in nekaterih jezikih na zahodu, v južni in osrednji Aziji, na katere je vplivala perzijščina, pomeni ozemlje). Imel je žaljiv pomen, kot so menili nekateri kritiki vlad v rezervatih (iz afrikanščine tuisland). Beseda bantustan se danes pogosto uporablja v slabšalnem pomenu za območje brez prave legitimnosti, sestavljeno iz več nepovezanih enklav, ali brez državnega ali mednarodnega okvira.
Štirje južnoafriški bantustani – Transkei, Boputacvan, Venda in Ciskei (tako imenovane "države TBVC") – so bile razglašene kot neodvisne, čeprav uradno niso bile priznane zunaj Južne Afrike. Drugi južnoafriški bantustani (KwaZulu, Lebowa in QwaQwa) so dobili delno avtonomijo, vendar niso nikoli postali neodvisni. V Jugozahodni Afriki so Ovamboland, Kavangoland in Vzhodni Caprivi dobili samoupravo.
Bantustani so bili ukinjeni, ko je bil odpravljen apartheid oziroma ko se je osamosvojil del Namibije, in so od leta 1994 znova del Republike Južna Afrika.

## Nastanek
Še preden je leta 1948 prišla na oblast Nacionalna stranka, so britanska kolonialna uprava v 19. stoletju in prejšnje južnoafriške vlade leta 1913 in 1936 ustanovile "rezervate", da bi ločevali črnske Južnoafričane od belcev. Minister za notranje zadeve Nacionalne stranke (in nato predsednik vlade Južne Afrike) Hendrik Frensch Verwoerd je zagovarjal uvajanje vrste ukrepov za preoblikovanje južnoafriške družbe, v kateri bi prevladovala bela demografska večina. Ustanovitev rezervatov ali bantustanov je bil osrednji del te strategije, saj je bil dolgoročni cilj neodvisnost bantustanov. Črnci naj bi izgubili južnoafriško državljanstvo in volilno pravico, tako bi imeli samo belci nadzor nad Južno Afriko.
Izraz bantustan so zagovorniki apartheida uporabljali tudi v povezavi z delitvijo Indije leta 1947, a je hitro postal slabšalen v levi in protiapartheidovski uporabi, v kateri je ostal, medtem ko ga je Nacionalna stranka opustila v korist izraza homeland (rezervat). 
Verwoerd je trdil, da so bantustani "izvirna domovina" črnskih narodov Južne Afrike. Leta 1951 je vlada Daniela Francoisa Malana sprejela zakon o narodnih ozemljih za vzpostavitev rezervatov, dodeljenih črnskim etničnim skupinam v državi. Obsegali so 13 % ozemlja v državi, preostanek pa je bil namenjen belcem. Rezervate so vodili plemenski voditelji, a so nekooperativne nasilno odstavili. Sčasoma so sprejete odločitve črnske elite postale osebni in finančni interes za ohranjanje rezervatov.
Vloga rezervatov se je razširila leta 1959, ko je bil sprejet zakon o črnski samoupravi, ki je določil načrt "ločenega razvoja". To je omogočilo, da se je rezervat uveljavil kot samoupravna, lažna neodvisna država. Ta načrt je pospešil predsednik vlade John Vorster kot del "razsvetljenega" pristopa k apartheidu. Pravi namen te politike je bil izpolniti Verwoerdov prvotni načrt, da bi bili južnoafriški črnci državljani rezervatov in ne Južne Afrike, s čimer bi odpravili nekaj pravic, ki so jih še vedno imeli kot njeni državljani. Rezervate so spodbujali, da se odločijo za neodvisnost, saj bi to močno zmanjšalo število črnskih državljanov Južne Afrike. Postopek je bil končan z zakonom o državljanstvu črncev iz leta 1970, kot so se uradno preimenovali vsi črni Južnoafričani kot državljani rezervatov, čeprav so živeli v "beli Južni Afriki" in jim je bilo preklicano južnoafriško državljanstvo.
Vzporedno z oblikovanjem rezervatov je črnsko prebivalstvo Južne Afrike čakal obsežen program prisilne selitve. Ocenjeno je bilo, da je bilo med 1960 in 1980 3,5 milijona ljudi prisiljenih zapustiti svoje domove, veliko pa je bilo preseljenih v bantustane.
Vladi je bilo jasno, da je njen končni cilj popolna odstranitev črnskega prebivalstva iz Južne Afrike. Toda ta cilj ni bil dosežen. Le okoli 55 % prebivalstva Južne Afrike je živelo v bantustanih, preostanek je živel po vsej Južni Afriki, mnogi v predmestjih, barakarskih mestih in slumih na obrobju južnoafriških mest.

## Mednarodno priznanje
Bantustani v mejah Južne Afrike so bili ocenjeni kot "samoupravni" ali "neodvisni". Teoretično je imel samoupravni bantustan nadzor nad številnimi vidiki svojega notranjega delovanja, vendar niso bili samostojni. Neodvisni bantustani (Transkei, Boputacvan, Venda in Ciskei, znani tudi kot države TBVC) naj bi bili popolnoma samostojni in neodvisni. V resnici pa niso imeli gospodarske infrastrukture in z nekaj izjemami so bila vključena tudi dislocirana ozemlja. To je pomenilo, da so bili vsi bantustani malo več kot lutkovne države pod nadzorom Južne Afrike.
Ves čas obstoja neodvisnih bantustanov je Južna Afrika ostala edina država, ki je priznala njihovo neodvisnost. Kljub temu so si notranje organizacije številnih držav, tudi vlada Južne Afrike, prizadevale za njihovo priznanje. Na primer: Transkei, Švicarsko-južnoafriško združenje, je spodbujalo švicarsko vlado, da prizna novo državo. Leta 1976 je predstavniški dom ZDA z resolucijo pozval predsednika, naj ne prizna Transkeia, južnoafriška vlada pa si je pri zakonodajalcu prizadevala za nasprotno. Resolucija ni bila sprejeta.  Vse države TBVC so priznale druge neodvisne bantustane, medtem ko je Južna Afrika v njihovih prestolnicah gradila veleposlaništva.

## Življenje v bantustanih
Bantustani so bili na splošno revni, bilo je le nekaj lokalnih zaposlitvenih možnosti.  V njih je bilo nekaj možnosti za napredovanje v izobraževanju in infrastrukturi. 
Njihov najpomembnejši domači vir prihodkov so bile igralnice in revije, na katerih so nastopale  polgole plesalke, kar je vlada Nacionalne stranke prepovedala v Južni Afriki kot nemoralno. To je zagotovilo donosen vir prihodkov za južnoafriško elito, ki je zgradila velika letovišča, kot je Sun City v rezervatu Boputacvan. V njem so tudi nahajališča platine in drugih naravnih virov in je bil najbogatejši med bantustani.
Rezervati so se ohranjali na površju le zaradi velikih subvencij južnoafriške vlade. Leta 1985 je na primer Transkei imel 85 % prihodkov iz neposrednih plačil iz Pretorije. Vlade bantustanov so životarile s sredstvi lokalnega prebivalstva, ki so bili prisiljeni iskati zaposlitev kot "gostujoči delavci" v Južni Afriki. Milijoni ljudi so morali delati v pogosto grozljivih razmerah, daleč od svojih domov. 65 % prebivalstva Boputacvana je na primer delalo zunaj rezervata.
Ni presenetljivo, da so bili rezervati izjemno nepriljubljeni med mestnim črnskim prebivalstvom, od katerih so mnogi živeli v bedi, v slumih. Njihove delovne razmere so bile pogosto zelo slabe, saj jim v Južni Afriki niso priznavali nobene pomembne pravice ali varstva. 
Številni posamezniki, dodeljeni nekemu rezervatu, niso živeli ali izvirali s tega območja, delitev na etnične skupine je pogosto temeljila na osebnem mnenju, zlasti pri ljudeh mešanega etničnega rodu.
Bantustanski voditelji so bili pogosto sodelavci apartheida. Večina voditeljev rezervatov je sicer zavrnila neodvisnost zaradi ločenega nadaljnjega razvoja in nasprotovanja apartheida v sistemu, nekateri pa so menili, da prava neodvisnost priložnost za vzpostavitev družbe brez rasnega razlikovanja. 

## Prenehanje
Januarja 1985 je predsednik države P. W. Botha izjavil, da črnci v Južni Afriki niso več prikrajšani za južnoafriško državljanstvo v korist državljanstva bantustana in da črnski državljani v neodvisnih bantustanih lahko uporabljajo južnoafriško državljanstvo. F. W. de Klerk je v imenu Nacionalne stranke na splošnih volitvah leta 1987 izjavil, da "bo vsak poskus zavračanja [črnih delavcev] v mestnih območjih neuspešen. Zavajanje ne pomaga. Gospodarstvo zahteva stalno navzočnost večine črncev v mestih ... ne morejo biti v Južni Afriki iz leta v leto brez političnega zastopanja".  Marca 1990 je de Klerk, ki je nasledil Botha leta 1989, sporočil, da njegova vlada ne bo zagotovila neodvisnosti nobenemu bantustanu več. 
Ob propadu apartheida v Južni Afriki leta 1994 so bantustane ukinili in njihovo ozemlje je bilo ponovno vključeno v Republiko Južno Afriko. Cilj je bil dosežen z afriškim narodnim kongresom, ki je bil odločilen pri uresničevanju programa reform. Ponovna združitev je bila dosežena mirno, čeprav je bilo nekaj odpora lokalnih elit, ki so ostale na slabšem pri možnostih za pridobitev bogastva in politične moči. Težave so bile v rezervatih Boputacvan in Ciskei. V slednjem so se marca 1994 morale vmešati južnoafriške varnostne sile, da bi ustavile politično krizo.
Od leta 1994 je bil večji del države ustavno razdeljen na nove province.

## Seznam bantustanov

### Bantustani v Južni Afriki
Rezervati so našteti z etnično skupino, za katero so bili ustanovljeni.

#### Svobodne države
- Transkei (Ksosi) – neodvisnost razglašena 26. oktobra 1976
- Boputacvan (Cvani) – neodvisnost razglašena 6. decembra 1977
- Venda (Vendi) – neodvisnost razglašena 13. septembra 1979
- Ciskei (tudi Ksosi) –  neodvisnost razglašena 4. decembra 1981

#### Samoupravne entitete
- Gazankulu (Tsongi) – svojo vlado so oblikovali leta 1971
- Lebowa (severni Soti ali Pedi) –  svojo vlado so oblikovali 2. oktobra 1972
- QwaQwa (južni Soti)  –  svojo vlado so oblikovali 1. novembra 1974
- Ngwane (Svaziji) –  svojo vlado so oblikovali leta 1981
- KwaNdebele (Ndebeli) (Južna Afrika) – svojo vlado so oblikovali 1981
- KwaZulu (Zuluji) – svojo vlado so oblikovali leta 1981

Prvi bantustan je bil Transkei pod vodstvom načelnika Kaiserja Daliwonge Matanzime v provinci Kaplandija za Ksose. Morda najbolj znan je bil KwaZulu za ljudstvo Zulu v provinci Natal, ki jo je vodil član Zulujeve kraljeve družine Mangosuthu ("Gatsha") Buthelezi v imenu kralja Zulujev.
Lesoto in Svazi nista bila bantustana; bili sta neodvisni državi in nekdanja britanska protektorata. Večinoma ali v celoti sta obdani z južnoafriškim ozemljem in sta skoraj popolnoma odvisni od Južne Afrike. Nikoli pa nista bili politično odvisni od Južne Afrike in sta mednarodni skupnosti od leta 1960, ko sta se osvobodili in postali neodvisni; prej sta bili pod Veliko Britanijo.

### Bantustani v Jugozahodni Afriki (Namibiji)
Na začetku leta 1968 in po priporočilu komisije na čelu s Foxom Odendaalom leta 1964 so bili rezervati ali bantustani v Jugozahodni Afriki (današnji Namibiji) podobni tistim v Južni Afriki. Julija 1980 je bil sistem spremenjen, uprave so bile ločene na podlagi etničnosti in ne geografije (izraz bantustan bi lahko bil neprimeren v tem sobesedilu, ker so bila nekatera vpletena ljudstva Kojsani, ne Bantujci, ter Rehobotski mešanci (Bastri, afrikansko Bastardi – potomci Nizozemcev in Afričank). Te uprave so bile odpravljene maja 1989, ko je Namibija postala neodvisna. Od desetih rezervatov, določenih v Jugozahodni Afriki, so imeli samoupravo samo štirje.
- Bušmanland
- Damaraland
- Vzhodni Caprivi (samouprava 1976)
- Hereroland (samouprava 1970)
- Kaokoland
- Kavangoland (samouprava 1973)
- Namaland
- Ovamboland (samouprava 1973)
- Rehobot
- Cvanaland

## Uporaba v nejužnoafriški povezavi
Izraz "bantustan" je bil uporabljen v številnih nejužnoafriških povezavah, na splošno se nanaša na dejanske ali zaznane poskuse, da bi ustvarili države ali regije na podlagi narodnosti. Njegova povezava z apartheidom je pomenila, da se izraz zdaj na splošno uporablja v slabšalnem pomenu kot oblika kritike.
V južni Aziji je bila singalska vlada Šrilanke obtožena, da tamilska območja spreminja  v "bantustan"«.  Izraz se prav tako uporablja za sklicevanje na življenjske razmere Dalitov v Indiji. 
V jugovzhodni Evropi je na Balkanu po razpadu Jugoslavije nastalo več manjših držav, ki jih nekateri imenujejo "bantustan". "Kot regija, v kateri so bili v zadnjih sto letih preizkušeni vsi sodobni politični obrazci, od imperija do revolucionarne republike, od multinacionalne zveze do nacionalne države in protektorata, vrsta ponavljajočih se, vendar ne več uspešnih izdaj, preskakovanje revolucionarne republike, hkrati pa samoupravni bantustan." 
V Kanadi je uredništvo časopisa Ottawa Citizen kritiziralo inuitsko ozemlje Nunavut kot v državi "prvi bantustan, etnični rezervat v slogu apartheida". 
Pisatelja Ben White in Noam Chomsky sta uporabila izraz "bantustan", ko sta opisovala, kakšno vrsto omejene države bi Izrael dovolil za Palestino. 